# Dylan Walczyk
Dylan Walczyk (Rochester, 25 giugno 1993) è uno sciatore freestyle statunitense, specialista nelle gobbe.

## Biografia
In Coppa del Mondo ha esordito il 6 marzo 2013 a Voss, terminando in quattordicesimo posizione. 
Nel 2022 ha partecipato ai Giochi Olimpici invernali del 2022, a Pechino, qualidicandosi per la finale.